# Związek Śpiewaków Polskich w Ameryce
Związek Śpiewaków Polskich w Ameryce – (ang. The Polish Singers Alliance of America skr. PSAA) – organizacja zrzeszająca chóry polonijne w Ameryce Północnej.
Zebranie organizacyjne dn. 29 listopada 1888 r. w szkole przy kościele św. Trójcy w Chicago z inicjatywy m.in. Antoniego i Konstantego Małłków. W maju 1889.  r. w Chicago odbył się zjazd założycielski, na którym wybrano Antoniego Małłka na Dyrygenta Związku – Prezesa. Na walnych zjazdach Związku w Grand Rapid, Michigan w 1892 r. i 1893 r. obecny był kompozytor Antoni Kątski.
Związek zrzesza ok. 300 chórów w USA i Kanadzie, promując i zachowując polską kulturę wśród Polonii przez krzewienie polskich pieśni. W maju 2007 r. na 48 walnym zjeździe Związku w Albanie wybrano na 3-letnią kadencję prezesa – Mary Lou T. Wyrobek.